# ФК Младост (Добой)
Младост (на босненски: Fudbalski klub Mladost Doboj Kakanj) е босненски футболен клуб от град Добой, предградие на град Какан, от едноименната община, Зенишко-добойски кантон на федерация Босна и Херцеговина. Основан е през 1959 г. Домакинските си мачове отборът провежда на стадион „Младост ДК“ Какан, с капацитет 3000 зрители. Участва във Висшата лига на Босна и Херцеговина.

## Клубни успехи
- Първа лига
  -  Шампион (1): 2014/15
- Втора лига
  -  Шампион (1): 2012/13
- Лига на кантон Зеница-Добой
  -  Шампион (1): 2009/10